# Берестовичанка
Берестовичанка (біл. Бераставічанка) — річка в Берестовицькому районі Гродненської області Білорусі, права притока річки Свіслоч (басейн Німану).
Довжина річки 16 км. Площа водозбору 138 км². Середній нахил водної поверхні 2,6 ‰. Починається на південно-східній околиці села Берестовичани, тече через міське селище Велика Берестовиця, впадає в Свіслоч неподалік від села Галинка. В міському селищі Велика Берестовиця на річці створений ставок (площа 0,05 км²).